# Каэн, Жорж
Жорж Каэн (фр. Georges Jules Auguste Caïn; 16 апреля 1856, Париж — 4 марта 1919, там же) — французский художник и музейный деятель. Сын скульптора Огюста Каэна, брат Анри Каэна, внук Пьера Жюль Мене.

## Биография
Учился живописи у Александра Кабанеля, Жана Жоржа Вибера и Эдуара Детая, который оказал на него большее влияние. Дебютировал на парижском Салоне картиной «Курильщик эпохи Людовика XV» (1878) и на протяжении двух последующих десятилетий продолжал выставляться, преимущественно с изящными стилизациями на темы французской (особенно парижской) истории XVIII века. Много выступал и как книжный график — проиллюстрировав, в частности, «Севильского цирюльника» Бомарше, роман Армана Сильвестра «Флореаль» (1891), несколько книг Бальзака и др. Преимущественную известность получил, однако, как хранитель Музея Карнавале (1897—1914).
Именем Каэна названа площадь в Париже, расположенная неподалёку от музея, где он работал.
Его работы хранятся в Музее барона Жерара в Байё, в Музее Пикардии в Амьене и в Музее Карнавале в Париже.